# النازية في الأمريكيتين
وُجدت النازية في الأمريكيتين منذ ثلاثينات القرن العشرين ومازالت موجودة حتى يومنا هذا. عكست عضوية المجموعات الأولى تعاطف بعض الأمريكيين الألمان والأمريكيين اللاتينيين الألمان تجاه ألمانيا النازية، واعتناق الروح القومية الاشتراكية في أوروبا وتأسيسها داخل الأمريكيتين. طوال فترة ما بين الحربين العالميتين واندلاع الحرب العالمية الثانية، انخرطت الأحزاب النازية الأمريكية في نشاطات مثل اعتناق الدعاية النازية واقتحام الصحف ونشر المواد المتعاطفة مع النازية والتسلل إلى المنظمات غير السياسية الأخرى.
تباينت ردود الأفعال تجاه هذه الأحزاب، لتتراوح من الدعم واسع النطاق إلى المقاومة الصريحة، بما في ذلك تشكيل أولى منظمات المقاومة اليهودية المناهضة للنازية في الولايات المتحدة، مثل الرابطة غير الطائفية المناهضة للنازية لمناصرة حقوق الإنسان.
استمرت النازية بعد انتهاء الحرب العالمية الثانية في الأمريكيتين، وخصوصًا في الولايات المتحدة مع تدفق اللاجئين الذين دخلوا البلاد هربًا من الحرب. دخل الكثير من المتعاطفين مع النازية إلى الولايات المتحدة بنية متابعة دعمهم للنازية حتى بعد الحرب. استمرت هذه السلوكيات في القرن الحادي والعشرين، ومازال الكثيرون من مؤيدي النازية الجديدة موجودين داخل الولايات المتحدة والمجموعات المؤيدة للنازية، والذين عُرفوا بمهاجمة الأقليات ومضايقتها.

## الولايات المتحدة

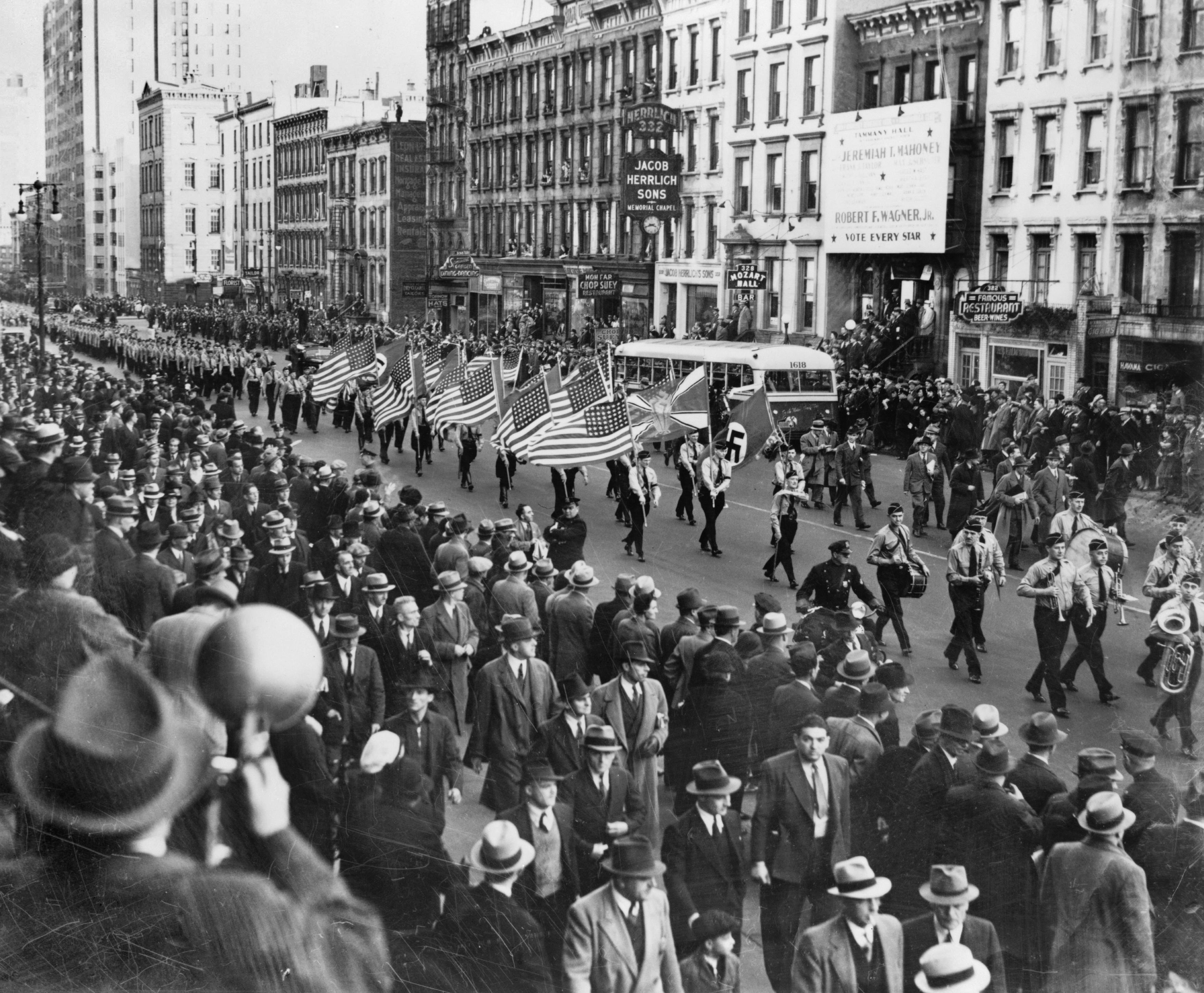
موكب البوند الأمريكي الألماني في مدينة نيويورك في شارع 86 شرقًا بين الجادة الأولى والثانية، 30 أكتوبر 1937

### فترة ما بين الحربين العالميتين
أصبح أدولف هتلر مستشار ألمانيا في 30 يناير 1933. حاول الأمريكيون الألمان لسنوات إنشاء حركات مؤيدة للنازية في الولايات المتحدة، وغالبًا ما كانوا يحملون الصليب المعقوف ويرتدون الزي الرسمي. لم يكن لهذه المجموعات علاقة تذكر بألمانيا النازية وكانت تفتقر للدعم من المجتمع الأمريكي الألماني الأوسع. في مايو 1933، حصل هاينز شبانكنوبيل على الصلاحية من رودلف هس، نائب الفوهرر في ألمانيا، لتشكيل فرع أمريكي رسمي من الحزب النازي. كان الفرع معروفًا باسم أصدقاء ألمانيا الجديدة في الولايات المتحدة. أشار إليه الحزب النازي باسم حزب العمال القومي الاشتراكي الألماني في الولايات المتحدة الأمريكية. على الرغم من أن الحزب كان له وجود قوي في شيكاغو إلا أن مقره بقي في مدينة نيويورك بعد تلقيه دعمًا من القنصل الألماني في المدينة. كانت منظمة شبانكنوبيل مؤيدة للنازية بشكل علني. اقتحم أعضاء منها الصحيفة الناطقة باللغة الألمانية نيويوركر شتاتس زايتونغ وطالبوا الصحيفة بنشر مقالات متعاطفة مع النازيين. لم تدم قيادة شبانكنوبيل طويلًا، ورُحِّل في أكتوبر 1933 عقب الكشف عن أنه لم يُسجل بصفة عميل أجنبي. بعد انتخاب فرانكلين روزفلت في 1932 وتنصيبه في 1933، فكرت بعض الجماعات المؤيدة للنازية في الإطاحة بالحكومة الأمريكية. قدمت بعض الشركات الأمريكية مساهمات مالية لألمانيا النازية من خلال استمرار العلاقات التجارية حتى بعد إعلان الحرب.

### الحرب العالمية الثانية
انحل أصدقاء ألمانيا الجديدة في ثلاثينيات القرن العشرين. تشكلت الرابطة الألمانية الأمريكية تحت قيادة فريتز كون في 1935 واستمرت حتى دخول أمريكا بشكل رسمي في الحرب العالم الثانية في 1941. كانت الرابطة موجودة بهدف إنشاء أمريكا ألمانية اشتراكية قومية موحدة. أعلنت أن الشيوعية هي هدفها الأساسي وعبرت عن مواقف معادية للسامية. بوحي من شباب هتلر، أنشأت الرابطة قسم الشباب الخاص بها، حيث «تلقى الأعضاء دروسًا في اللغة الألمانية وحصلوا على تعليمات حول كيفية تحية الصليب المعقوف وتعلموا غناء ’هورست فيسل ليد‘ وأغانٍ نازية أخرى». تابعت الرابطة تبرير وتمجيد هتلر وتحركاته في أوروبا أثناء اندلاع الحرب العالمية الثانية. بعد أن غزت ألمانيا بولندا في 1939، أصدر زعماء الرابطة بيانًا طالبوا فيه أمريكا بالبقاء على الحياد في الصراع الذي أعقب ذلك وأعربوا عن تعاطفهم مع المجهود الحربي الألماني. رأت الرابطة أن هذا الدعم للمجهود الحربي الألماني لم يكن خائنًا للولايات المتحدة لأن الأمريكيين الألمان «سيواصلون الكفاح من أجل أمريكا غير يهودية خالية من كل العناصر الماركسية اليهودية الملحدة».
بعد الكثير من النزاعات الداخلية والقيادية، وافقت اللجنة التنفيذية للرابطة على حل الحزب في اليوم التالي لقصف بيرل هاربر. في 11 ديسمبر 1941، أعلنت الولايات المتحدة الحرب بشكل رسمي على قوات المحور، وداهم عملاء وزارة الخزانة مقر الرابطة. صادر العملاء جميع السجلات واعتقلوا 76 من قادة الرابطة.